# Fender Rhodes

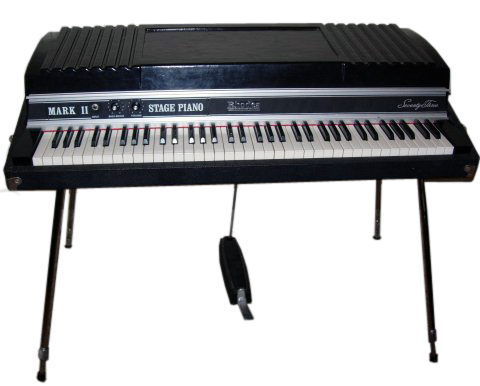
Rhodes Mk II

Piano Fender Rhodes, zvané též piano Fender nebo piano Rhodes, je typ elektrického piana. Jeho výroba byla zahájena v 60. letech 20. století, vrchol popularity měl tento nástroj v letech sedmdesátých. V devadesátých letech Rhodes piano zažívalo svůj revival.
Předchůdcem piana Fender Rhodes bylo Rhodes Pre-Piano, které se vyrábělo ve čtyřicátých letech.
Zdrojem zvuku jsou kovové tyčky složitého tvaru rozechvívané jednoduchou kladívkovou mechanikou. Kmity snímá elektromagnetický snímač, dále je zvuk zpracováván a zesilován elektronicky.
V osmdesátých letech minulého století byl typický Rhodes zvuk často napodobován synteticky. Známé jsou zvuky elektrických pian generované syntetizérem Yamaha DX7, který využívá pro syntézu frekvenční modulaci (FM).
Mezi Fender Rhodes pianisty patří Stevie Wonder, Herbie Hancock, Thom Yorke, Chick Corea, Bob James, Joe Sample, Keith Jarrett, Donald Fagen, Ray Manzarek, Max Middleton, Martin Dosh, Joe Zawinul, Eumir Deodato (producent Kool & The Gang v osmdesátých letech), Milton Fletcher a Paul Meany.